# Висар Морина
Висар Морина (алб. Visar Morina; Приштина, 1979) албански је редитељ и сценариста са Косова и Метохије.

## Биографија
Рођен је у Приштини, у албанској породици, али се касније преселио у Келн. Тамо је од 2004. до 2010. године студирао на Академији медијских уметности, када је такође радио на разним филмским и позоришним пројектима као помоћник редитеља. Добитник је награде за најбољег редитеља на Међународном филмском фестивалу у Карловим Варима.

## Филмографија
- Отац (2015)
- Егзил (2020)